# Robby Groeneveldt
Robert André (Robby) Groeneveldt (San Nicolaas, 10 oktober 1959) is een voormalig Nederlands honkballer en ex-international. Hij werd geboren op Aruba.

## Biografie
Groeneveldt kwam tussen 1981 en 1988 uit voor de Rotterdamse sportclub Neptunus als buitenvelder. In 1979 maakte hij op 19-jarige leeftijd bij Storks in Den Haag zijn debuut in de Nederlandse hoofdklasse. In het daarop volgende seizoen maakte Groeneveldt de overstap naar het Utrechtse Ola UVV. Na een kortstondig verblijf in Utrecht stapte Groeneveldt in 1981, via ex-Neptunus-coach Louie Schulz, over naar het toenmalige KokJuwelier Neptunus. Hier vormde Groeneveldt met Jan Collins en Jan Venema een fundamenteel trio dat Neptunus in 1981 naar haar eerste landstitel zou leiden. Met het winnen van de eerste landstitel zette Neptunus de eerste stappen richting de huidige reputatie als topclub in het Nederlandse honkbal.
Groeneveldt stond in zijn tijd bekend om zijn snelheid op de honken en zijn vermogen om honken te stelen. Verdedigend onderscheidde Groeneveldt zich door zijn snelheid en bereik in het buitenveld.
In 1981 werd Groeneveldt, mede door zijn snelheid, als buitenvelder geselecteerd voor het Nederlands honkbalteam. Met dit team won hij in 1981 het Europees Kampioenschap honkbal, dat plaatsvond in Nederland.  
Van 1996 tot 2010 was Groeneveldt actief als coach bij diverse (jeugd)teams van Neptunus. Tevens was hij daar hoofdcoach bij het Dames 1-softbalteam van 2002-2004. 

## Trivia
Op 15 september 1981 speelde Neptunus in de Europacup I tegen de thuisploeg Parmalat Parma.  Groeneveldt kwam in de 8ste inning aan slag en sloeg een geheide homerun tegen het scorebord in het linksveld van het Stadeo Europeo. Voor de meer dan 10.000 aanwezige toeschouwers en later op televisie was het duidelijk dat de bal tussen de slag- en wijd lampen van het scorebord knalde en terug het linksveld in kaatste. De Italiaanse scheidsrechter oordeelde echter dat Groeneveldt niet verder mocht lopen dan het tweede honk. Na deze beslissing in het nadeel van de bezoekende ploeg verloren de Neptunianen de wedstrijd en waren de titelkansen in het Europacup I toernooi verkeken.